# Henry Lyonnet
Pour les articles homonymes, voir Lyonnet et Copin.
Henry Lyonnet (né Alfred Copin à Corbeil-Essonnes le 16 novembre 1852 et mort à Angoulême le 4 février 1933) est un écrivain français.
Il est principalement connu pour ses études sur l'histoire du théâtre et plus particulièrement pour son Dictionnaire des comédiens français.

## Œuvres principales
Sous le nom d'Alfred Copin
- Histoire des comédiens de la troupe de Molière, Paris, L. Frinzine, 1886.
- Études dramatiques. Talma et la Révolution, Paris, L. Frinzine, 1887.
- Études dramatiques. Talma et l'Empire, Paris, L. Fruizine, 1887.
- Les Maisons historiques de Paris, Paris, A. Dupret, 1888.

Sous le nom de plume d'Henry Lyonnet
- À travers l'Espagne inconnue, Barcelone, Richardin, R. Lamm et Cie, 1896.
- Le Théâtre hors de France. 1re série : Le Théâtre en Espagne, Paris, P. Ollendorff, 1897.
- Le Théâtre hors de France. 2e série : Le Théâtre au Portugal, Paris, P. Ollendorff, 1898.
- Le Théâtre hors de France. 3e série : Le Théâtre en Italie, Paris, P. Ollendorff, 1900.
- Le Théâtre hors de France. 4e série : Pulcinella et compagnie, le théâtre napolitain, Paris, P. Ollendorff, 1901.
- Dictionnaire des comédiens français (ceux d'hier). Biographie, bibliographie, iconographie..., Genève, Bibliothèque de la Revue universelle internationale illustrée, 1902-1908 : vol. 1 et vol. 2. Autre édition : Paris, Librairie de l'art du théâtre, (1904), 2 vol. Réimpression : Genève, Slatkine, 1969, 2 tomes en 1 vol.
- La Mort de Jocrisse, comédie en 1 acte, Paris, Librairie Molière, 1904.
- Le Premier de l'An d'un cabot, véridique aventure en 1 acte, s.l., 1909.
- Les “Premières” de Molière, Paris, Delagrave, 1921.
- Les “Premières” de P. Corneille, Paris, Delagrave, 1923.
- Les “Premières” de Jean Racine, Paris, Delagrave, 1924.
- Les “Premières” d'Alfred de Musset, Paris, Delagrave, 1927.
- “Le Cid” de Corneille, Paris, E. Malfère, 1929.
- Cervantès, Nancy-Paris-Strasbourg, Berger-Levrault, 1930.
- Les Comédiennes, Paris, M. Seheur, 1930.
- “La Dame aux camélias” d'Alexandre Dumas, Paris, Société française d'éditions littéraires et techniques, 1930.
- Les “Premières” de Victor Hugo, Paris, Delagrave, 1930.